# 佐々木節
佐々木 節（ささき みさお、1952年12月16日 - ）は、日本の宇宙物理学者。カブリ数物連携宇宙研究機構副機構長兼特任教授。元京都大学基礎物理学研究所所長。理学博士（京都大学、1981年）。

## 略歴
- 1976年3月 - 京都大学理学部物理学科卒業
- 1978年3月 - 京都大学大学院理学研究科天体核物理学専攻修士課程修了
- 1981年4月 - 日本学術振興会奨励研究員
- 1981年5月 - 京都大学大学院理学研究科天体核物理学専攻博士後期課程修了。京都大学　理学博士。論文の題は「The radiation reaction effects in the solutions of the perturbed Einstein equations(摂動されたアインシュタイン方程式の解における輻射の反作用効果)」[1]。
- 1983年4月 - 京都大学理学部研修員
- 1983年7月 - 京都大学理学部助手
- 1986年3月 - 広島大学理論物理学研究所助教授
- 1990年6月 - 京都大学基礎物理学研究所助教授
- 1991年4月 - 京都大学理学部助教授
- 1995年1月 - 大阪大学理学部教授
- 2003年4月 - 京都大学基礎物理学研究所教授
- 2013年4月 - 京都大学基礎物理学研究所所長
- 2018年4月 - カブリ数物連携宇宙研究機構特任教授・副機構長

## 受賞歴
- 1997年3月
  - 日本天文学会林忠四郎賞（小玉英雄と共同受賞）
  - 日本物理学会論文賞
- 2007年11月 - フンボルト賞
- 2010年12月 - Daiwa Adrian Prize

## 研究活動
専門は宇宙物理学で、一般相対論および宇宙論の権威。大学院生時代から、中村卓史、前田恵一、観山正見と一般相対論の基礎方程式であるアインシュタイン方程式の数値計算に取り組み、中村卓史と共に、ブラックホール時空の摂動を数値的に安定に計算するための基礎方程式 (佐々木-中村方程式)を導出した。小玉英雄とともにゲージ不変な宇宙論的摂動論の研究を行っている。その他、宇宙のインフレーションなどの初期宇宙、高次元重力理論などに関する研究を精力的に行っている。

## 著書
- 『一般相対論』（産業図書 1996年）